# Американское общество пионов
Американское Общество Пионов (англ. American Peony Society - APS) — общественная организация, объединяющая любителей выращивания растений рода Пион.
В русскоязычной литературе могут встречаться иные названия организации: Американское общество пионоведов, Американское общество любителей пионов и другие.
В середине XVIII — начале XIX веков культура пионов достигла расцвета во Франции, затем центр селекционных работ переместился в США, где было создано Американское Общество Пионов, которое в настоящее время является лидирующей организацией в этой области.
APS организована исключительно для образовательных и научных целей.
В настоящее время общество ставит перед собой следующие задачи: 

— повышение интереса к выращиванию и использованию пионов; 

— повышение уровня знаний о представителях этого рода растений; 

— улучшение методов выращивания и методов размещения его на рынке; 

— расширение его использования в качестве декоративного садового растения; 

— стимулирование выращивания и внедрение наиболее совершенных сортов; 

— обеспечение надлежащего контроля над номенклатурой различных сортов и видов пионов.
С 1974 года APS выполняет функции международного органа по регистрации сортов пионов. Эта функция была возложена на АОП Международным обществом по садоводческим наукам (International Society for Horticultural Science). АОП регулярно публикует каталоги новых сортов пионов в своих бюллетенях.
Членом организации может стать любое лицо, активно интересующееся пионами и согласное поддерживать цели APS.

## Награды
Американское общество пионов учредило ряд наград, которыми награждаются выдающиеся сорта пионов, иногда селекционеры внёсшие большой вклад в селекцию пионов.

### Золотая медаль
Медаль вручается ежегодно по результатам голосования совета директоров. В последние годы основными критериями были надёжное наследование признаков при размножении, отсутствие необходимости механической поддержки побегов, красивый габитус куста и листьев на протяжении всего вегетационного периода и доступность сорта по разумным ценам. Информация о сорте получившем Золотую медаль ежегодно публикуется в сентябрьском номере Бюллетеня APS.
Список сортов медалистов по данным APS
| 1923 г. 'Mrs. A.M. Brand' (Brand, 1925) 1933 'A.B. Franklin' (Franklin, 1928) 1933 'Mrs. J.V. Edlund' (Edlund, 1929) 1934 'Harry F. Little' (Nicholls, 1933) 1941 'Nick Shaylor' (Shaylor — Allison, 1931) 1943 'Elsa Sass' (H.P. Sass, 1930) 1946 'Golden Glow' (Glasscock, 1935) 1946 'Hansina Brand' (A.M. Brand, 1925) 1948 'Mrs. Franklin D. Roosevelt' (Franklin, 1933) 1949 'Doris Cooper' (Cooper, 1946) 1956 'Miss America' (Mann — van Steen, 1936) 1956 'Red Charm' (Glasscock, 1944) 1957 'Kansas' (Bigger, 1940) 1959 'Moonstone' (Murawska, 1943) 1969 'Nick Shaylor' (Shaylor — Allison, 1931) 1973 'Age Of Gold' (Saunders, 1948) 1974 'Walter Mains' (Mains, 1957) | 1975 'Bu-te' (Wassenburg, 1954) 1980 'Cytherea' (Saunders, 1953) 1981 'Bowl Of Cream' (Klehm, 1963) 1982 'Westerner' (Bigger, 1942) 1983 'Chinese Dragon' (Saunders, 1950) 1984 'Dolorodell' (Lins, 1942) 1985 'Burma Ruby' (Glasscock, 1951) 1986 'Coral Charm' (Wissing, 1964) 1987 'Norma Volz' (Volz, 1962) 1988 'Paula Fay' (Fay, 1968) 1989 'High Noon' (Saunders, 1952) 1990 'Sea Shell' (H.P. Sass, 1937) 1991 'White Cap' (Winchell, 1956) 1992 'America' (Rudolph, 1976) 1994 'Mother’s Choice' (Glasscock, 1950) 1994 'Pillow Talk' (C.G. Klehm, 1968) 1994 'Shintenshi' | 1995 'Sparkling Star' (Bigger, 1953) 1996 'Garden Treasure' (Hollingsworth, 1984) 1997 'Old Faithful' (Glasscock — Falk, 1964) 1998 'Myra Macrae' (Tischler, 1967) 1999 'Ludovica' (Saunders, 1941) 2000 'Pink Hawaiian Coral' (R. Klehm, 1981) 2001 'Early Scout' (Auten, 1952) 2002 'Etched Salmon' (Cousins, 1981) 2003 'Coral Sunset' (Wissing, 1965) 2004 'Do Tell' (Auten, 1946) 2005 'Angel Cheeks' (C.G. Klehm, 1970) 2006 'Bartzella' (Anderson, 1986) 2007 'Many Happy Returns' (Hollingsworth, 1986) 2008 'Salmon Dream' (D.L. Reath, 1979) 2009 'Hephestos' (Daphnis, 1977) 2010 'Buckeye Belle' (Mains, 1956) 2011 'Amalia Olson' (Olson, C. / Nelson, 1959) |

### Премия «Award of Landscape Merit»
Награждаются сорта отвечающие следующим требованиям: высокая декоративность, общий вид в ландшафте на протяжении всего вегетационного периода, возможность успешного выращивания на территории всей Северной Америки.
| 2009 г. 'America' (Rudolph, 1976) 'Bartzella' (Anderson, R.F., 1986) 'Buckeye Belle' (Mains, 1956) 'Burma Ruby' (Glasscock, 1951) 'Charm' (Franklin, 1931) 'Comanche' (Bigger, 1965) 'Coral 'N Gold' (Cousins / Klehm, R.G., 1981) 'Coral Sunset' (Wissing, 1965) 'Cytherea' (Saunders, 1953) 'Do Tell' (Auten, 1946) 'Early Scout' (Auten, 1952) 'Ellen Cowley' (Saunders 1940) 'Garden Treasure' (Hollingsworth, 1984) 'Hillary' (Anderson, R.F., 1999) 'Krinkled White' (Brand, A.M., 1928) 'Lovely Rose' (Saunders, 1942) 'Many Happy Returns' (Hollingsworth, 1986) 'Merry Mayshine' (Saunders / Hollingsworth / Smetana, 1994) 'Minnie Shaylor' (Shaylor, 1919) 'Nice Gal' (Krekler, 1965) | 'Old Faithful' (Glasscock / Falk, 1964) 'Pink Hawaiian Coral' (Klehm, R.G., 1981) 'Prairie Charm' (Hollingsworth, 1992) 'Roselette' (Saunders, 1950) 'Rozella' (Reath, D.L., 1990) 'Salmon Dream' (Reath, D.L., 1979) 'Scarlett O’Hara' (Glasscock / Falk, 1956) 'Topeka Garnet' (Bigger, 1975) 'White Cap' (Winchell, 1956) 2010 г. 'Angel Cheeks' (Klehm, Carl G., 1970) 'Canary Brilliants' (Anderson, R.F., 1999) 'Little Red Gem' (Reath, D.L., 1988) 2011 г. 'Eliza Lundy' (Krekler, 1975) 'Mahogany' (Glasscock, 1937) 2012 г. 'Etched Salmon' (Cousins / Klehm, R.G., 1981) 'Friendship' (Glasscock / Falk, 1955) 'The Mackinac Grand' (Reath, D.L., 1992) |